# Johnny Schuth
Jean "Johnny" Schuth (født 7. december 1941 i Saint-Omer, Frankrig) er en fransk tidligere fodboldspiller (målmand).
Schuth tilbragte størstedelen af sin karriere hos de to store Alsace-klubber RC Strasbourg og FC Metz. Med Strasbourg var han i 1966 med til at vinde pokalturneringen Coupe de France efter finalesejr over FC Nantes.
Schuth nåede aldrig at spille en kamp for det franske landshold, men var som reservemålmand en del af den franske trup til VM i 1966 i England. Marcel Aubour var fransmændenes førstemålmand ved turneringen.

## Titler
Coupe de France
- 1966 med RC Strasbourg